# Idrætsklubben Viking Rønne
Idrætsklubben Viking Rønne – i daglig tale Viking Rønne – er en Bornholmsk idrætsforening. Klubben blev stiftet 3. maj 1907 i Rønne. Siden 1976 har klubberne været selvstændige. 
Gennem mere end 100 år har Viking sat sit præg på idrætslivet på Bornholm og udenøs repræsenteret øen i turneringer, stævner mv. gennem hele perioden.
Klubben har idrætsaktive selvstændige klubber (atletik, bowling, fodbold, gymnastik, petanque og håndbold) der med egne vedtægter, egen generalforsamling og regnskab fungerer som helt selvstændige klubber.. Mest succesfuld af alle afdelingerne er atletikklubben

## Underafdelinger
- Fodbold. Blev Vikings første idrætsgren i 1907 og har fungeret i klubben siden uden ophold.
- Gymnastik. Gymnastik kom på programmet i 1911 og har med op og nedture fungeret siden.
- Atletik. Var med på programmet i 1913, kom først rigtig i gang på Stadion Nord efter 1947.
- Håndbold. Første træning blev påbegyndt 1925. Med Idrætshal i 1967 kom der fart i udviklingen.
- Bowling. Klubbens nyeste idrætsgren blev optaget i Viking i 1995.
- Spillere som Lare E. Hansen, Søren Folkmann, Michael Carlsen, Frank K. Hansen, Cliff Hansen, Frank Thøgersen, Henrik Jensen.